# 运河街道 (德州市)
运河街道，是中华人民共和国山東省德州市德城区下辖的一个乡镇级行政单位。

## 行政区划
运河街道下辖以下地区：
三里庄社区、小庄社区、魏庄社区、陈庄社区、杨家圈社区、盐店口社区、石家园社区、华兴嘉园社区、新铁西南社区、天衢西路社区、国棉社区、张庄村、五一村、五四村、东八里村、李庄村、五二村、屠屯村、五三村、闫庄村、西八里村、钟辛庄村、代官屯村、芦庄村和南陈庄村。